# K’ak’ Tiliw Chan Yopaat

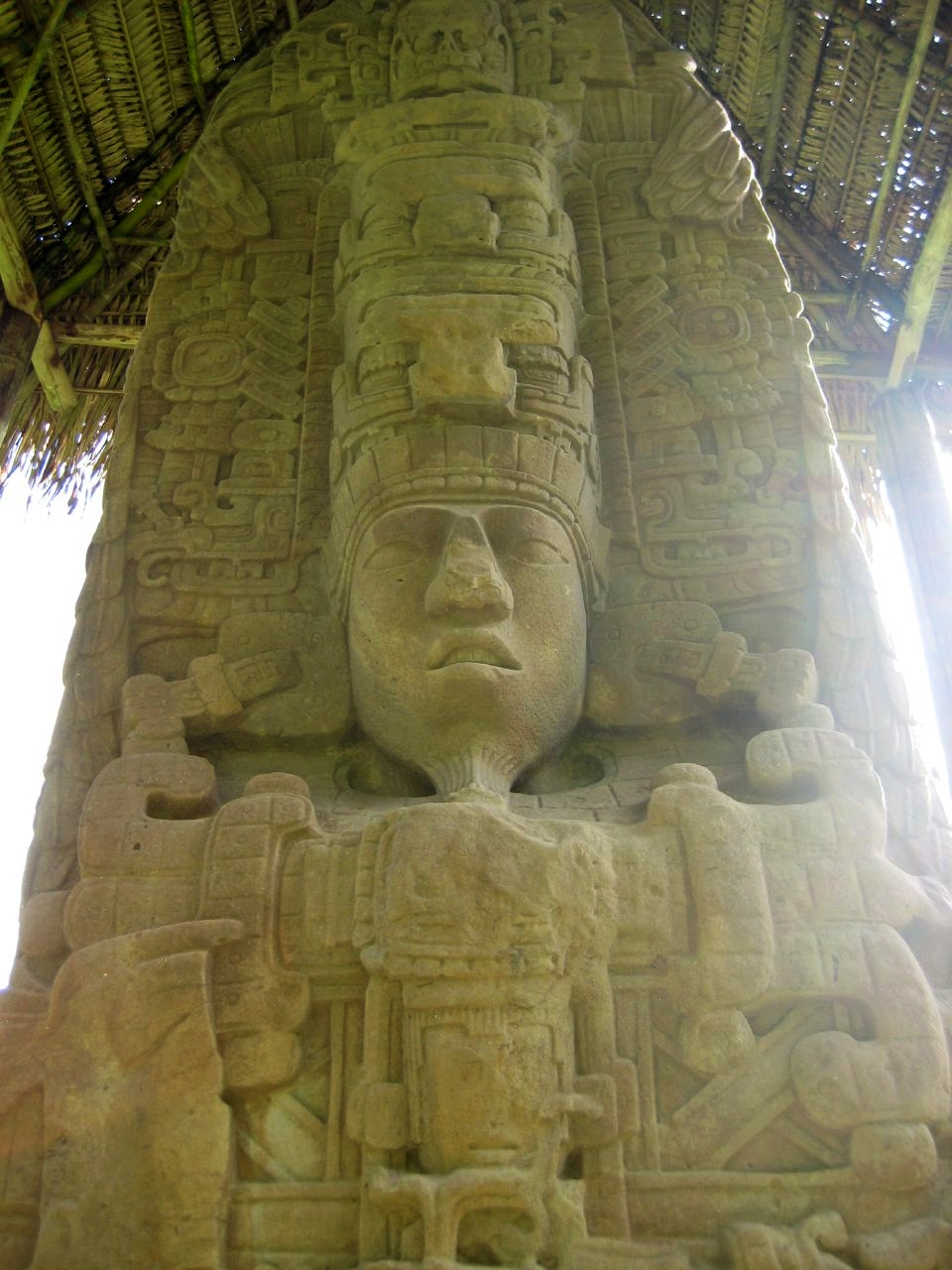
K’ak’ Tiliw Chan Yopaat, Stele D, Quiriguá

K’ak’ Tiliw Chan Yopaat, auch bekannt als Butz’ Tiliw, (* 686/696; † 31. Juli 785) war der bedeutendste Herrscher des Maya-Stadtstaates Quiriguá. Er regierte vom Jahr 725 bis zu seinem Tod.
Seine Inthronisation erfolgte am 2. Januar 725.
Am 29. April 738 nahm er Waxaklajuun Ub’aah K’awiil („18 Kaninchen“), den 13. Herrscher von Copán, gefangen und ließ ihn in Quiriguá enthaupten. Mit diesem Ereignis, das in zahlreichen Inschriften in Quiriguá gefeiert wurde, begründet sich dessen Aufstieg. Zuvor war Quiriguá vermutlich ein Vasallenstaat von Copán, während die Rollen danach vertauscht waren.
In der nachfolgenden Regierungszeit wurden zahlreiche Gebäude wie die Maya-Akropolis und der Ballspielplatz neu errichtet. Ebenfalls wurden Stelen und zoomorphe Altäre aufgestellt, deren Inschriften K’ak’ Tiliw Chan Yopaat nennen. Die Bautätigkeit, insbesondere die Steinmetzarbeiten, entwickelte sich unter seiner Herrschaft zur höchsten Blüte der klassischen Mayakultur. Durch die lokale Vormachtstellung und die Lage Quiriguás am Río Motagua dominierte die Stadt auch den Handel der klassischen Mayazentren zum karibischen Raum. Für Quiriguá sind bis zum Kollaps zwei nachfolgende Herrscher bekannt, die jedoch jeweils nur ca. 10 Jahre regierten.